# Аврора (Крым)
Авро́ра (до 1948 года Таты́ш-Конра́т; укр. Аврора, крымскотат. Tatış Qoñrat, Татыш Къонърат) — село в Раздольненском районе Республики Крым, входит в состав Славянского сельского поселения (согласно административно-территориальному делению Украины — Славянского сельского совета Автономной Республики Крым)

## Население
| 2001 | 2014 |
| ---- | ---- |
| 403  | ↘275 |

Всеукраинская перепись 2001 года показала следующее распределение по носителям языка
| Язык             | Процент |
| ---------------- | ------- |
| русский          | 56.08   |
| украинский       | 27.79   |
| крымскотатарский | 16.13   |

### Динамика численности
| - 1806 год — 122 чел. - 1864 год — 37 чел. - 1889 год — 151 чел. - 1900 год — 252 чел. - 1915 год — 194/4 чел. - 1926 год — 67 чел. | - 1939 год — 139 чел. - 1989 год — 431 чел. - 2001 год — 317 чел. - 2009 год — 365 чел. - 2014 год — 275 чел. |

## Современное состояние
На 2016 год в Авроре числится 5 улиц и 1 переулок; на 2009 год, по данным сельсовета, село занимало площадь 60 гектаров, на которой в 140 дворах проживало 365 человек. В селе действуют сельский клуб, библиотека, православный храм Введения во храм Пресвятой Богородицы. Аврора связана автобусным сообщением с райцентром и соседними населёнными пунктами

## География
Аврора — село на крайнем северо-западе района, в степном Крыму, на берегу Каркинитского залива Чёрного моря, высота центра села над уровнем моря — 10 м. Ближайшие населённые пункты — Стерегущее в 1 км на запад, Славянское в 4,5 км на юго-восток и Славное в 3,5 км на юг. Расстояние до райцентра около 23 километров (по шоссе), ближайшая железнодорожная станция — Красноперекопск (на линии Джанкой — Армянск) — примерно 65 километров. Транспортное сообщение осуществляется по региональной автодороге 35Н-433 от шоссе 35К-012 Черноморское — Воинка (по украинской классификации — С-0-11113).

## История

### Татыш-Конрат татарский
Первое документальное упоминание села встречается в Камеральном Описании Крыма… 1784 года, судя по которому, в последний период Крымского ханства Татчи Конрат входил в Мангытский кадылык Козловскаго каймаканства. После присоединения Крыма к России (8) 19 апреля 1783 года, (8) 19 февраля 1784 года, именным указом Екатерины II сенату, на территории бывшего Крымского ханства была образована Таврическая область и деревня была приписана к Евпаторийскому уезду. С началом Русско-турецкой войной 1787—1791 годов, весной 1788 года производилось выселение крымских татар из прибрежных селений во внутренние районы полуострова, в том числе и из Татыш-Конрата. В конце войны, 14 августа 1791 года всем было разрешено вернуться на место прежнего жительства. После павловских реформ, с 1796 по 1802 год входила в Акмечетский уезд Новороссийской губернии. По новому административному делению, после создания 8 (20) октября 1802 года Таврической губернии, Татыш-Конрат был включён в состав Хоротокиятской волости Евпаторийского уезда.
По Ведомости о волостях и селениях, в Евпаторийском уезде с показанием числа дворов и душ… от 19 апреля 1806 года в деревне Татыш-Конрат числилось 12 дворов, 118 крымских татар и 4 ясыров. На военно-топографической карте генерал-майора Мухина 1817 года деревни Татич и Конрат обозначены с 12 дворами в обеих. После реформы волостного деления 1829 года Татиш Конрат, согласно «Ведомости о казённых волостях Таврической губернии 1829 года» отнесли к Аксакал-Меркитской волости (переименованной из Хоротокиятской). На карте 1836 года в деревне 18 дворов. Затем, видимо, в результате эмиграции крымских татар, деревня заметно опустела и на карте 1842 года деревня Татиш Конрат обозначена условным знаком «малая деревня», то есть, менее 5 дворов.
В 1860-х годах, после земской реформы Александра II, деревню приписали к Биюк-Асской волости. Согласно «Памятной книжке Таврической губернии за 1867 год», деревня была покинута, вследствие эмиграции крымских татар, особенно массовой после Крымской войны 1853—1856 годов, в Турцию и вновь заселена татарами.
В «Списке населённых мест Таврической губернии по сведениям 1864 года», составленном по результатам VIII ревизии 1864 года, Татыш-Конрат (или Тащи-Конрат) — владельческая татарская деревня, с 9 дворами, 37 жителями и мечетью при колодцах. По обследованиям профессора А. Н. Козловского 1867 года, вода в колодцах деревни Таще-Конрат была пресная, а их глубина составляла 3—5 саженей (6—10 м). На трехверстовой карте Шуберта 1865—1876 года в деревне Татич-Конрат обозначено 8 дворов). В «Памятной книге Таврической губернии 1889 года», по результатам Х ревизии 1887 года, в деревне Татыш-Конрат числилось 26 дворов и 151 житель.
Земская реформа 1890-х годов в Евпаторийском уезде прошла после 1892 года, в результате Татыш-Конрат приписали к Агайской волости.
По «…Памятной книжке Таврической губернии на 1900 год» в деревне числилось 252 жителя в 28 дворах. По Статистическому справочнику Таврической губернии. Ч.II-я. Статистический очерк, выпуск пятый Евпаторийский уезд, 1915 год, в деревне Татыш-Конрад Агайской волости Евпаторийского уезда числилось 28 дворов со смешанным населением (1 двор с землёй, 27 — безземельные) в количестве 190 человек приписных жителей и 4 — «посторонних», из которых 96 мужчин и 98 женщин. Жители владели 220 десятинами удобной земли. В хозяйствах имелось 240 лошадей, 29 коров и 380 голов мелкого скота.
После установления в Крыму Советской власти, по постановлению Крымревкома от 8 января 1921 года № 206 «Об изменении административных границ» была упразднена волостная система и в составе Евпаторийского уезда был образован Бакальский район, в который включили село, а в 1922 году уезды получили название округов. 11 октября 1923 года, согласно постановлению ВЦИК, в административное деление Крымской АССР были внесены изменения, в результате которых округа были отменены, Бакальский район упразднён и село вошло в состав Евпаторийского района. Согласно Списку населённых пунктов Крымской АССР по Всесоюзной переписи 17 декабря 1926 года, в селе Татыш-Конрат (татарский), Бий-Орлюкского сельсовета Евпаторийского района, числилось 25 дворов, все крестьянские, население составляло 139 человек, все татары, действовала татарская школа. Постановлением ВЦИК РСФСР от 30 октября 1930 года был создан Фрайдорфский еврейский национальный район (переименованный указом Президиума Верховного Совета РСФСР № 621/6 от 14 декабря 1944 года в Новосёловский) (по другим данным 15 сентября 1931 года) и село включили в его состав, а после создания в 1935 году Ак-Шеихского района (переименованного в 1944 году в Раздольненский) включили в состав нового. По данным всесоюзной переписи населения 1939 года в селе проживало 139 человек.
В 1944 году, после освобождения Крыма от фашистов, согласно Постановлению ГКО № 5859 от 11 мая 1944 года, 18 мая крымские татары были депортированы в Среднюю Азию. С 25 июня 1946 года Татыш-Конрат в составе Крымской области РСФСР. Указом Президиума Верховного Совета РСФСР от 18 мая 1948 года, Татыш-Конрат татарский объединили с Татыш-Конратом русским и переименовали в Аврору. 26 апреля 1954 года Крымская область была передана из состава РСФСР в состав УССР. Время включения в Славянский сельсовет пока не установлено: на 15 июня 1960 года село уже числилось в его составе.
Указом Президиума Верховного Совета УССР «Об укрупнении сельских районов Крымской области», от 30 декабря 1962 года село присоединили к Черноморскому району. 1 января 1965 года, указом Президиума ВС УССР «О внесении изменений в административное районирование УССР — по Крымской области», вновь включили в состав Раздольненского. По данным переписи 1989 года в селе проживал 431 человек. С 12 февраля 1991 года село в восстановленной Крымской АССР, 26 февраля 1992 года переименованной в Автономную Республику Крым. С 21 марта 2014 года в составе Крыма аннексировано Россией.
12 мая 2016 года парламент Украины, не признающий российскую аннексию, принял постановление о переименовании села в Татыш-Конрат (укр. Татиш-Конрат), в соответствии с законами о декоммунизации, однако данное решение не вступает в силу до «возвращения Крыма под общую юрисдикцию Украины».

### Татыш-Конрат русский
Впервые в доступных источниках село, как Конрат (русский), в составе Бий-Орлюкского сельсовета, встречается в Списке населённых пунктов Крымской АССР по Всесоюзной переписи 17 декабря 1926 года, согласно которому в селе числилось 35 дворов, из них 34 крестьянских, население составляло 178 человек, из них 99 русских, 68 украинцев, 1 татарин и 2 немца. В 1930 году Татыш-Конрат вошёл во Фрайдорфский район, а после создания в 1935 году Ак-Шеихского района русский включили в его состав. Указом Президиума Верховного Совета РСФСР от 18 мая 1948 года, Татыш-Конрат русский объединили с Татыш-Конратом татарским и переименовали в Аврору.